# Antoine Brooks
Antoine Brooks Jr. (Lanham, 28 ottobre 1997) è un giocatore di football americano statunitense che milita nel ruolo di safety per i Seattle Sea Dragons della X Football League (XFL).

## Carriera

### Pittsburgh Steelers
Brooks al college giocò a football con i Maryland Terrapins dal 2016 al 2019. Fu scelto nel corso del sesto giro (198º assoluto) del Draft NFL 2020 dai Pittsburgh Steelers. Fu svincolato il 5 settembre 2020 e rifirmò con la squadra di allenamento il giorno successivo. Fu promosso nel roster attivo il 31 ottobre prima della gara contro i Baltimore Ravens. Debuttò come professionista nella settimana 9 contro i Dallas Cowboys. La sua stagione da rookie si concluse con 2 tackle in 4 presenze, nessuna delle quali come titolare.

### Los Angeles Rams
Il 4 settembre 2021 Brooks firmò con la squadra di allenamento dei Los Angeles Rams.

## Palmarès
- Super Bowl : 1

Los Angeles Rams: LVI
- National Football Conference Championship: 1

Los Angeles Rams: 2021